# Sünnet
Der Sünnet (von arabisch سُنَّة / Sunnah – „Sitte“, „herkömmliche Norm“) bezeichnet im islamischen Kontext als umfassendes Konzept die prophetische Tradition.  die sich aus den Handlungen, Aussprüchen und Billigungen des Propheten Muhammed ableitet. Im Wörterbuch bedeutet der Begriff "Sunnah" (سُنّة) wörtlich "der eingeschlagene Weg, die Methode, die praktizierte Vorgehensweise, die als Vorbild dienende Praxis, Brauch und Tradition". Der Begriff Sünnet ist im deutschsprachigen Raum vor allem durch die traditionelle Beschneidung bekannt geworden, die als religiöse Praxis zum Prophetensünnet gehört. Als tragende Säule des islamischen Rechts und der Glaubenspraxis umfasst sie sowohl rituelle als auch ethische Normen, die das Leben der Gläubigen prägen.

## Bedeutung des Begriffs
In der Fachterminologie zeigt der Begriff jedoch in den islamischen Wissenschaften wie Rechtswissenschaft (fikh), Rechtsmethodik (usul al-fikh), Hadis (Überlieferungen des Propheten) und Theologie (Kalam) unterschiedliche Nuancen, obwohl sie alle in Bezug auf den Gesandten Gottes und die Befolgung seines Weges übereinstimmen. In der Terminologie der Rechtsmethodik bezeichnet der Sünnet vorrangig die zweite der legitimierenden Quellen der Normen und wird definiert als "die Aussagen, Handlungen oder stillschweigenden Billigungen des Gesandten Gottes". In der Hadiswissenschaft gibt es ebenfalls unterschiedliche Auffassungen, jedoch wird der Sünnet von der Mehrheit der Hadis-Gelehrten als synonym mit Hadis betrachtet, und die Definition zeigt Parallelen zur Rechtsmethodik. Im weiteren Sinne der Rechtsmethodik bezeichnet der Sünnet auch Handlungen, die im religiösen Sinne empfohlen, aber nicht zwingend vorgeschrieben sind. In diesem Kontext bilden die Sünnethandlungen den wichtigsten Teil der empfohlenen Handlungen, und der Begriff Sünnet wird im Bereich der Rechtsdogmatik (furu al-fiqh) verwendet, um Handlungen religiös zu bewerten.

## Sprachliche Integration
Die Schreibweise „Sünnet“ wurde im Deutschen aus mehreren Gründen als sinnvolle Alternative zu „Sunna“ adaptiert. Ähnlich wie im Türkischen, wo sich das arabische „sunna“ als „sünnet“ etabliert hat, folgt auch die deutsche Form einer phonetischen und sprachlichen Angleichung. Im Türkischen ist die Transformation von arabischen „-a“-Endungen zu „-et“-Endungen (z. B. ümmet, gaflet oder adalet) ein bekanntes Phänomen, das die Aussprache vereinfacht und den Begriff in die türkische Sprachphonetik integriert. Diese Anpassung ist auch inhaltlich unproblematisch, da der ursprüngliche Wortsinn vollständig erhalten bleibt. Im Deutschen bietet „Sünnet“ eine weichere, weniger fremdartige Aussprache als „Sünnet“. Die Endung „-et“ ist zudem im Deutschen nicht ungewöhnlich und findet sich in Wörtern wie „Prophet“ „Kismet“ oder „Sonett“, was die Integration des Begriffs in die deutsche Sprache erleichtert. Durch die Verwendung von „Sünnet“ wird somit nicht nur die Phonetik an die deutsche Eigenart angepasst, sondern auch die Bedeutung des Begriffs als religiös-kulturelle Gemeinschaft der Muslime bewahrt.

## Verwendung im Koran und Hadis
Im edlen Koran (Kur’ân-ı Kerîm) kommt der Begriff "Sünnet" in seiner Pluralform "Sünen" an zwei Stellen vor und insgesamt sechzehn Mal. Einige dieser Stellen beziehen sich auf „die lehrreichen Ereignisse, die früheren Gemeinschaften widerfahren sind“ oder auf „die richtigen Wege, die frühere Gemeinschaften eingeschlagen haben“. In den meisten Fällen wird der Begriff jedoch in Verbindung mit dem hehren Namen (lafza-i celâl) oder mit Pronomen verwendet, um die „Gesetzmäßigkeit oder Regelmäßigkeit bei Gottes Verfahren“ zu beschreiben.
In den Hadisen wird der Begriff "Sünnet" und seine Pluralform sowohl im wörtlichen Sinne als auch im übertragenen Sinne verwendet. Er bezieht sich auf einerseits das Verhalten des Propheten, das er in seiner Eigenschaft als Prophet gelebt und gelehrt hat und anderseits das Verhalten der Kalifen und anderer Personen. Einige Beispiele aus den Hadisen: „Wer einen guten Sünnet einführt, dem wird sowohl der Lohn für diese gute Tat als auch der Lohn derer zuteil, die ihm darin bis zum jüngsten Tag folgen. Und wer einen schlechten Sünnet einführt, dem wird sowohl die Last dieser Tat als auch die Last derer auferlegt, die ihm darin bis zum jüngsten Tag folgen.“ „Folgt meiner Sünnet und der Sünnet der rechtgeleiteten Kalifen nach mir“ (Ebû Dâvûd, Sünnet, 5). Diese Hadise gehören zur ersten Gruppe, die sich auf das Einführen von Traditionen beziehen.
Andere Hadise betonen die Bedeutung der Befolgung der Sünnet des Propheten: „Ich habe euch zwei Dinge hinterlassen. Wenn ihr daran festhaltet, werdet ihr niemals irrgehen: das Buch Gottes und den Sünnet meiner“ (el-Muvaṭṭaʾ, Ḳader, 3). „Wer sich von meiner Sünnet abwendet, gehört nicht zu mir.“ (Buhârî, Nikâḥ, 1; Müslim, Nikâḥ, 5) Diese Hadise gehören zur zweiten Gruppe, die die Sünnet des Propheten als verbindlichen Wegweiser betonen. In den Hadis-Quellen wird das Sammeln von Überlieferungen des Propheten und das Bemühen, das Leben gemäß diesen Überlieferungen zu gestalten, mit Ausdrücken wie „ittibâu’s-sünne“ (Befolgung der Sünnet) oder „el-i‘tisâm bi’s-sünne“ (Festhalten an der Sünnet) beschrieben.

## Authentizität im Sünnet
Die Frage, wie die Richtigkeit der Überlieferungen (Authentizität) des Sünnets des Propheten Muhammed, die ihm zugeschrieben werden, bestimmt werden kann, wurde in der islamischen Theologie und der Rechtsmethodik mithilfe der Theorie der Berichte gelöst. Dieser Theorie zufolge wird eine Information, die eine Person über ein Ereignis, das sie nicht selbst erlebt hat, weitergegeben, rational in drei Kategorien eingeteilt: Zwingend wahr, zwingend falsch, mutmaßlich.
Beispielsweise gelten Informationen wie die historische Existenz des Propheten Muhammed, seine Kunde des Korans, seine Lehren zu Gebet, Fasten und Pilgerfahrt sowie andere grundlegende religiöse Pflichten als zwingend wahre Berichte, da sie seit seiner Zeit durch große Gemeinschaften über Generationen hinweg durch Mehrfachbericht (mutawātir)  überliefert wurden. Im Gegensatz dazu stehen historisch widersprüchliche Aussagen, wie die Behauptung, der Prophet habe zur Zeit Moses gelebt, die als zwingend falsch eingestuft werden. Alle anderen Berichte, die nicht in diese beiden Kategorien fallen, gelten als mutmaßlich.
Aus erkenntnistheoretischer Sicht liefert der Mehrfachbericht zwangsläufige Gewissheit, während der Einzelbericht (Ḫabar al-Wāḥid) lediglich eine überwiegende Anschauung erzeugt. Die hanafitische Rechtsschule fügt hier eine dritte Kategorie hinzu: den Bekanntbericht (maschhur). Dieser steht zwischen Mehrfachbericht und Einzelbericht und vermittelt eine Überzeugung, die Herz und Verstand befriedigt, ohne die zwingende Gewissheit des Mehrfachberichts zu erreichen.
In der islamischen Rechtsfindung besteht Einigkeit darüber, dass der Mehrfachbericht als verbindliche Quelle dient. Die Bekanntberichte werden ebenfalls mehrheitlich als Grundlage akzeptiert. Die Rolle des Einzelbericht jedoch ist umstritten. Die Hadisgelehrten und einige Rechtsschulen vertreten die Ansicht, dass selbst ein einzelner, nach strengen Kriterien als authentisch eingestufter Hadis religiöse Normen begründen kann. Die Mehrheit der Gelehrten ist jedoch der Meinung, dass solche Berichte keine Glaubensgrundsätze stützen dürfen, sondern nur in praktischen Rechtsfragen – nach kritischer Prüfung durch Gelehrte und im Einklang mit Koran und Sünnet aus Mehrfachbericht – herangezogen werden können.
Dieser Ansatz stellt nicht die Autorität des Propheten infrage, sondern reflektiert Bedenken an den Verlass bestimmter Überlieferungen. So werden die islamischen Grundsätze durch gesichertes Wissen festgehalten, während abseits dieser Rahmen Raum für eine flexible Auslegung nach dem Wandel der Zeit und Ort auch unter Berücksichtigung mutmaßlichen Wissens bleibt. Diese Dynamik ermöglichte ein anpassungsfähiges Verständnis des Islams, das sich zeitlichen und kontextuellen Veränderungen anpassen kann.
Die meisten islamischen Gelehrten stützten sich in der Ausarbeitung von Rechtsprinzipien, Glaubenslehren und Ethik auf Quellen aus Mehrfachberichten und interpretierten unsichere Berichte innerhalb dieses Rahmens. Dadurch bildet der Sünnet einerseits die gemeinsame Grundlage von Exegese, Hadis, Recht, Theologie und Mystik, andererseits bereitete sie den Weg für die aus unterschiedlichen Auslegungen folgenden Rechtsschulen.